# NCSM La Hulloise (K668)
Le NCSM La Hulloise ou HMCS La Hulloise en anglais est une frégate de la classe River de la Marine royale canadienne.
D'abord baptisé simplement Hull en hommage à la ville québécoise, il prend son nom pour ne pas être confondu avec l'USS Hull.

## Histoire
Après des exercices aux Bermudes, La Hulloise est affecté au groupe d'escorte du convoi EG 16 au départ de Halifax (Nouvelle-Écosse). En octobre 1944, il est assigné au groupe EG 25 basé au Royaume-Uni, à Londonderry ou Rosyth. Pour lutter contre les U-Boote équipés d'un schnorchel dans les eaux côtières britanniques présents à la mi-décembre 1944, les groupes d'escorte font des patrouilles qui se croisent. L'EG 25 comprenant l'Orkney comme navire de tête, La Hulloise, le Ste. Therese, le Thetford Mines et le Joliette sont envoyés pour patrouiller entre les îles Shetland et Féroé, au large des Hébrides, dans la mer d'Irlande, à l'ouest de l'Irlande et le canal Saint-Georges. Le 7 mars 1945, La Hulloise prend part à côté du Strathadam et du Thetford Mines à l'attaque du U-1302. Le 20 mars, l'U-1003 heurte sous l'eau le New Glasgow du groupe EG 26. Les Strathadam, La Hulloise et Thetford Mines partent à la recherche du sous-marin ; le Thetford Mines récupère les survivants du sous-marin qui s'est sabordé le 23 mars. En mai 1945, La Hulloise quitte le Royaume-Uni en vue d'une adaptation aux mers tropicales à Saint-Jean (Nouveau-Brunswick) qui est terminée en octobre 1945. Mais comme la Seconde Guerre mondiale est finie, il est mis en réserve le 6 décembre 1945.
Le 24 juin 1949, La Hulloise est remis en service comme navire de baraquement à Halifax pour les hommes de la Royal Navy et de la réserve. En mai 1951, le Crescent, La Hulloise et le Swansea vont au Royaume-Uni pour un exercice d'entraînement. En mai 1952, les mêmes sont à Gibraltar et le long de la Côte d’Azur pour un exercice d'entraînement. En août, La Hulloise et le Crescent retournent en Europe pour un exercice d'entraînement puis en novembre avec le porte-avions Magnificent qui va à Norfolk (Virginie) pour embarquer des Fury. Le Crescent et La Hulloise vont à Cuba en décembre pour un entraînement dans la mer des Caraïbes. Il fait partie de la revue de la flotte pour célébrer le couronnement d'Élisabeth II en 1953. Il devient ensuite un navire de formation jusqu'à son retrait en février 1953 en vue de sa conversion en frégate de la classe Prestonian.
La Hulloise revient au service le 6 octobre 1957. En 1961, il est de la 9e escadre canadienne d'escorte. Il est retiré du service le 16 juillet 1965. Il est vendu et démoli à La Spezia en 1966.